# Sven Wallén

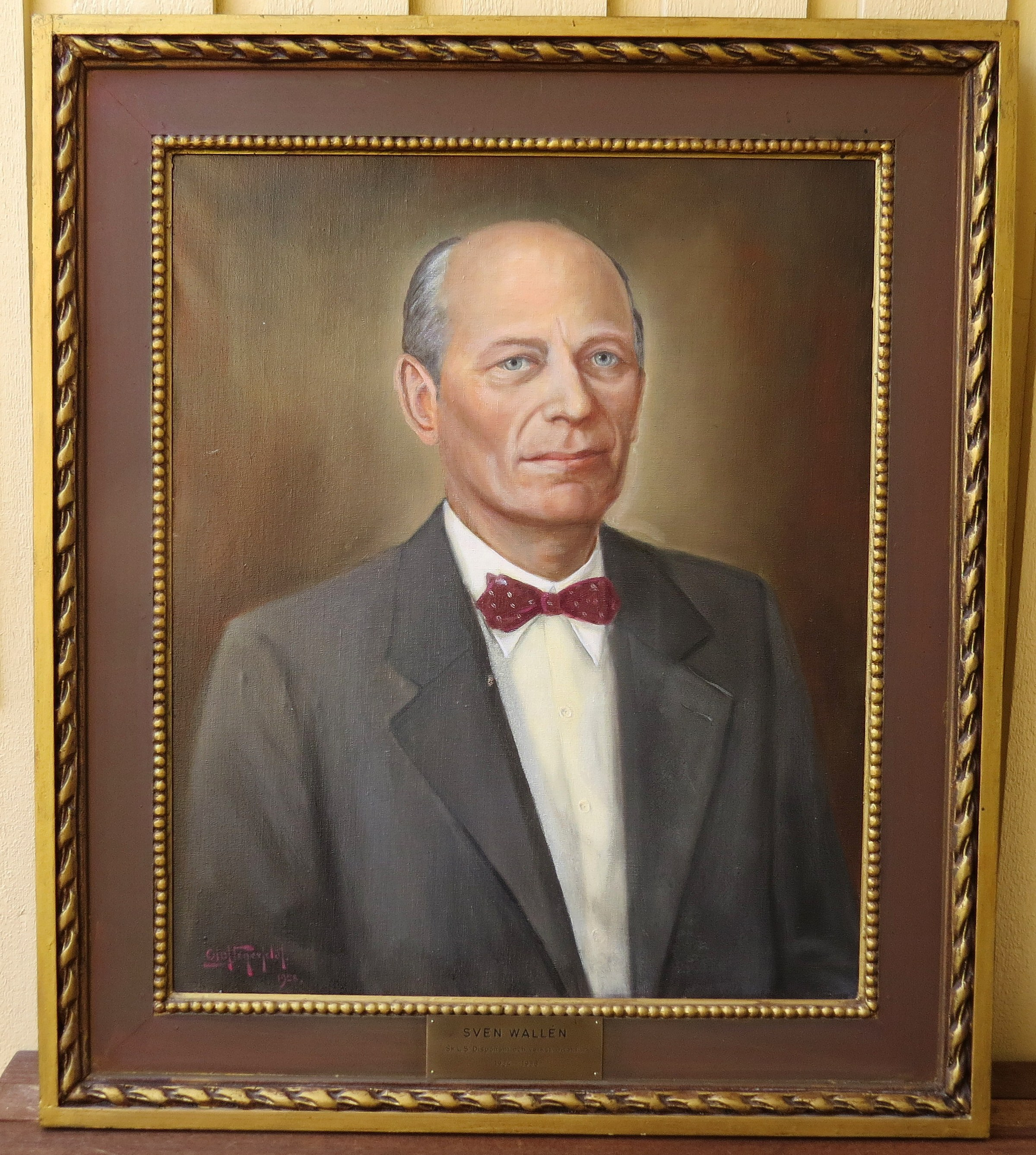
Sven Wallén 1958

Sven Wallén, född 5 april 1892 i Huaröds socken, död 2 oktober 1980 i Lund, var från 1934 till 1958 disponent och VD vid Skaraborgs Läns Slakteri i Skara.
Han var 1930 anställd som Lantbruksinspektor vid Hellefors Bruk. Han var ordförande i fruktodlareföreningen och sockengillet, Hällefors socken.
Han blev riddare av Vasaorden 1952